# Estación de Rabanera del Pinar
Rabanera del Pinar fue una estación de ferrocarril ubicada en la localidad de Rabanera del Pinar (Burgos). Inaugurada en 1929, pertenecía al ferrocarril Santander-Mediterráneo, que estuvo operativo entre 1930 y 1985. Desde 2003, la antigua estación es un centro de turismo rural, que goza de vistas a la Sierra de Costalago, entrada septentrional al Cañón de Río Lobos.

## Situación ferroviaria
La estación se encontraba situada en el punto kilométrico 170,2 de la línea Santander-Mediterráneo.

## Historia
Las instalaciones entrarían en servicio en enero de 1929 con la inauguración del tramo Cabezón de la Sierra-Soria. En 1941, con la nacionalización de los ferrocarriles de ancho ibérico, la estación pasó a manos de RENFE. Reclasificada desde 1969 como apeadero, dejó de prestar servicio con la clausura de la línea en enero de 1985. En la actualidad el edificio de viajeros ha sido rehabilitado como centro de turismo rural.